# Pattada
Pattada (Patada in sardo) è un comune italiano di 2 775 abitanti della città metropolitana di Sassari. Appartenente all'antico territorio del Logudoro e più precisamente alla regione storica del Monteacuto. Fa parte dell'Unione dei Comuni del Logudoro assieme ad Ardara, Ittireddu, Mores, Nughedu San Nicolò, Ozieri e Tula.  Il paese è famoso per la produzione di esclusivi coltelli a serramanico, detti resolza pattadesa.

## Geografia fisica

### Territorio
Il paese, con i suoi 828 m s.l.m. è il più alto della provincia di Sassari e tra i primi in Sardegna. 

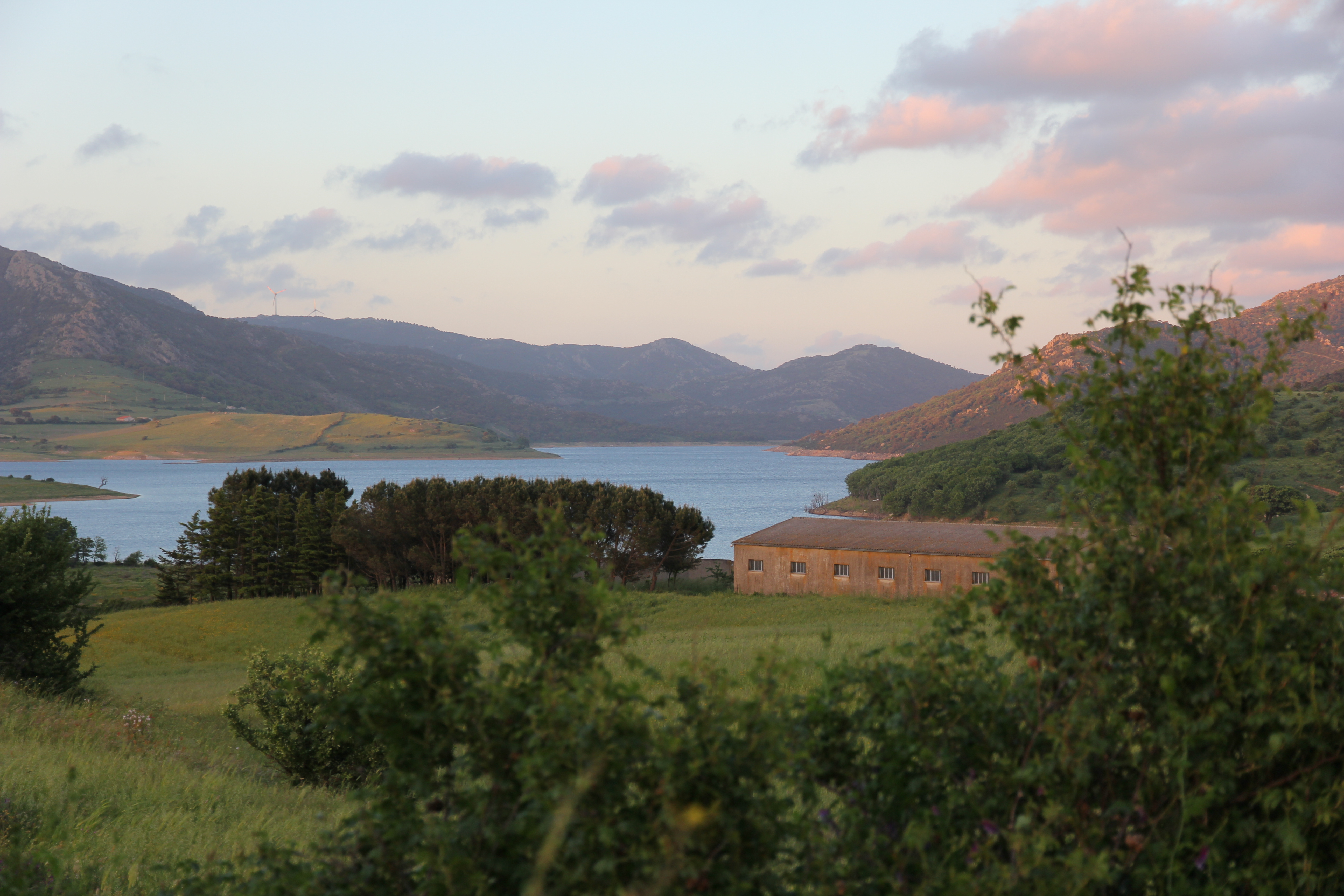
Lago Lerno

Immerso nelle bellezze naturalistiche della regione del Monteacuto, il territorio pattadese annovera al suo interno il lago Lerno, fonte idrica anche per molti comuni confinanti, che prende il nome dalla sovrastante montagna: il monte Lerno, che con i suoi 1094 m di quota è il punto più alto del territorio comunale. Qui si è cercato di salvaguardare l'ambiente e dunque la flora e la fauna.
Altra vetta presente nel comune di Pattada è il colle di San Gavino, dal quale si dominano i vasti territori del Sassarese, della Gallura e di buona parte della Barbagia. Molto rinomata anche l'acqua delle fontane di Pattada, che è apprezzata per la sua leggerezza e la sua purezza, è celebre nei dintorni la fontana de "Su Cuccuru". La parrocchia ha sede nella chiesa di Santa Sabina, essa è ricca di elementi architettonici e decorativi dal grande valore artistico come il massiccio portone bronzeo all'entrata principale. La bellezza e la particolarità con la quale, nei vari quadri in cui è suddiviso il portone, sono state rappresentate le più famose scene sacre, lo hanno reso oggetto di attenzione anche da parte dei media.
Nel paese è presente un istituto comprensivo di scuole elementari e medie, al quale fa capo anche una scuola materna, mentre un'altra, la Sant'Anna, fa capo alla parrocchia.

### Flora e fauna
Dopo un progressivo spopolamento, le foreste del monte Lerno e di tutto il territorio pattadese sono oggi animate da un ben più grande numero di rari esemplari faunistici: il muflone e il cervo sardo stanno via via ripopolando, e non è inoltre difficile scorgere esemplari di cinghiali e lepri. L'aquila reale, il falco, il nibbio, lo sparviero e l'astore sono spesso presenti nei cieli di questa area.
Per quanto riguarda la flora particolarmente presenti sono l'agrifoglio e il tasso. In realtà tutta la zona pattadese era in passato più rigogliosa di vegetazione (leccio, roverella) che è stata devastata dagli incendi e dalle deforestazioni. Rimangono solo alcune parti dall'interesse naturalistico tuttavia molto grande.

### Clima
Secondo la classificazione fitoclimatica del Paveri quest’area rientra nel Lauretum sottozona fredda. Le precipitazioni medie annue si aggirano attorno ai 900 mm, distribuite prioritariamente nei mesi invernali ed autunnali, l’aridità estiva è inferiore ai 3 mesi. Le precipitazioni nevose nei mesi invernali non sono rare ma permangono a terra per pochi giorni. La temperatura media annua si attesta attorno ai 13 °C. Pattada essendo collocato sopra un colle è esposto a tutti i venti che soffiano sull'isola, molte giornate sono caratterizzate dalla presenza del maestrale. Questa località è apprezzata nei mesi estivi da chi vuole allontanarsi dal caldo torrido delle piane e delle coste sarde.

## Origini del nome
Secondo il linguista tedesco Max Leopold Wagner, il nome Pattada sarebbe riferito alla posizione geografica del paese e avrebbe il significato di altipiano, già utilizzato in periodo anteriore a quello romano. Tale tesi fu condivisa in parte anche dal collega nuorese Massimo Pittau, che pur ritenendo valido il significato del toponimo sposava la teoria del professor Virgilio Tetti secondo cui il termine Pattada avrebbe origini latine e sarebbe un participio del verbo sardo pactiare (mettere alla pari). Difatti gli anziani nei primi del 900, tramandavano ai giovani il nome derivasse da patto. La zona più a valle era composta da oltre 7 villaggi, tra i quali Bantine e Bunne. A seguito di saccheggi ed alluvioni, i capi villaggio si riunirono per decidere di unirsi e cercare una collocazione più sicura e difendibile per il nuovo centro abitato. Fu scelta l’attuale collocazione di Pattada. L’unico villaggio a non aderire fu Bantine che resta ancor oggi un centro autonomo frazione di Pattada.

## Storia
Di particolare importanza è il sito preistorico, tra Pattada e Buddusò, nei cui pressi sono stati riportati alla luce alcuni oggetti appartenenti alla cultura di Ozieri, cultura prenuragica sviluppatasi in Sardegna. Inoltre, nel territorio è possibile osservare alcune interessanti tombe dei giganti, monumenti funerari di età nuragica.
Durante il periodo medievale, Pattada fece parte della curatoria di Monte Acuto, nel giudicato di Torres. Non lontano dal centro abitato sorgono i ruderi del castello di Olomene presso il quale è stato ritrovato un importante ripostiglio monetale risalente al medioevo, periodo durante il quale il castello ebbe una notevole importanza. Alla caduta del giudicato (1259) fu annessa per un certo tempo al giudicato di Arborea. Quando l'Isola fu conquistata dai catalano-aragonesi, intorno al 1350, Pattada divenne un feudo. Fece parte delle diocesi di Castro. Nel XVIII secolo fu incorporato nel ducato di Monte Acuto, sotto la signoria dei Tellez-Giron di Alcantara, ai quali fu riscattato nel 1839 con la soppressione del sistema feudale.
Erede della tradizione urbanistica medievale, il paese presenta un centro storico dall'aspetto pittoresco, caratterizzato da vicoli e strade in acciottolato sulle quali si affacciano piccole costruzioni in stile liberty e case in granito che, in alcuni casi, ancora conservano i tipici infissi in legno. Accanto alle abitazioni in pietra sono presenti alcuni edifici dalle sobrie facciate neoclassiche.
Pattada è il paese natale del cardinale Giovanni Angelo Becciu.

### Simboli
Lo stemma e il gonfalone del comune di Pattada sono stati concessi con decreto del presidente della Repubblica del 19 luglio 1999.
Lo stemma comunale riprende lo stemma del vescovo pattadese Filippo Campus Chessa.
Il gonfalone è un drappo di bianco.

## Monumenti e luoghi d'interesse

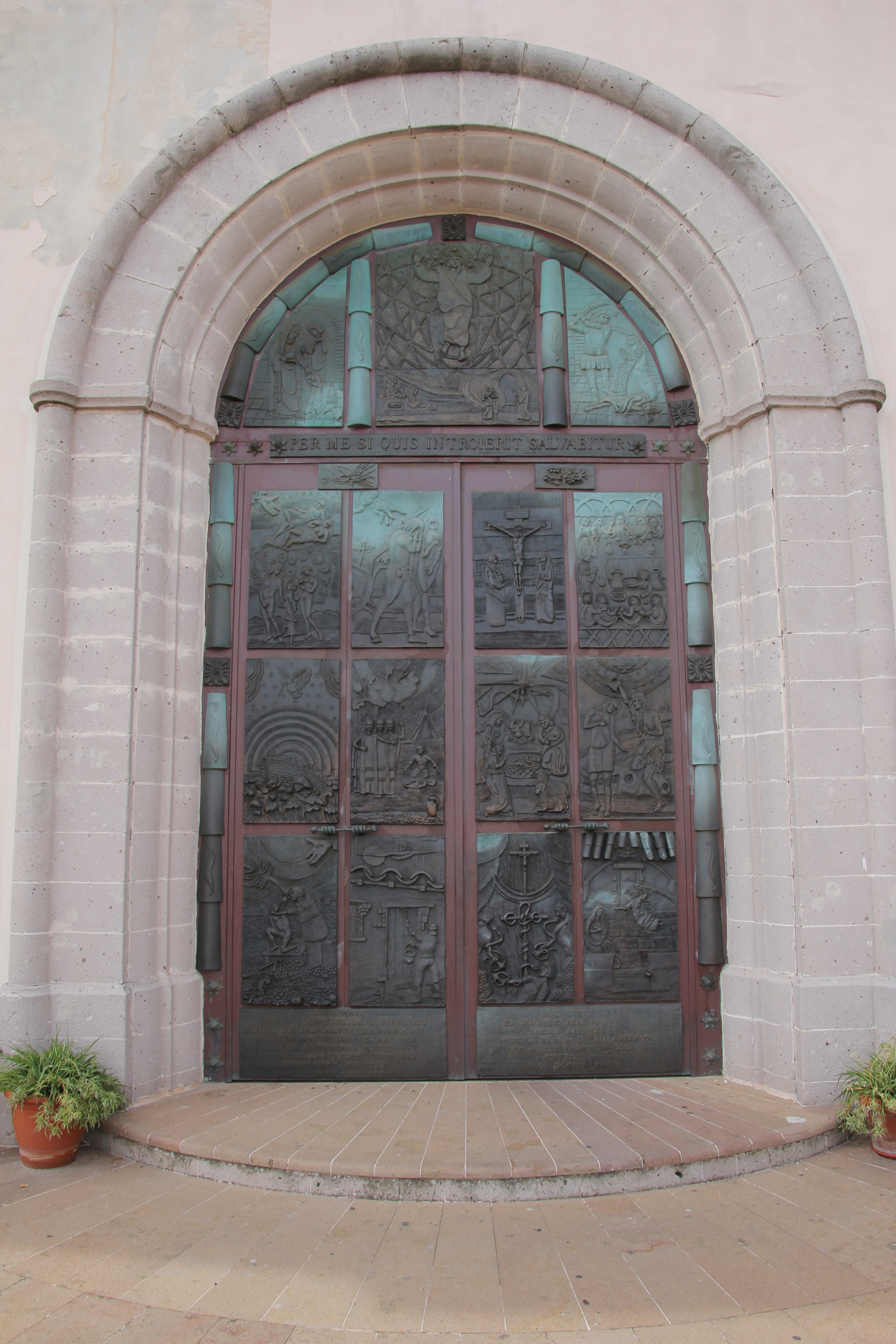
Chiesa di Santa Sabina, particolare del portale

### Architetture religiose
nel centro abitato
- chiesa di Santa Sabina; dedicata alla patrona di Pattada (XVI secolo)
- Nostra Segnora 'e su Garminu - La Madonna del Carmelo (XX secolo, sostituì una precedente struttura Settecentesca)
- Nostra Segnora 'e su Rosariu - chiesa del Rosario (XVI secolo, già chiesa di san Salvatore, con campanile eretto nel 1920)
- Santu Ainzu - chiesa di San Gavino (XI secolo, dedicata ai pattadesi caduti in guerra)
- S'Ispideru Santu - Il Santo Spirito (XVII secolo)
- Santu Juanne - chiesa di San Giovanni (XIV/XVII secolo)
- Santu Frantziscu - San Francesco - la chiesa dell'ospizio (ricostruzione moderna di una più antica precedente al '700)

le chiese di Bantine
- Santu Jagu - chiesa di San Giacomo
- Santu Pedru - chiesa di San Pietro

le chiese campestri
- Santu Nigola - chiesa di San Nicola
- Santu Miali - chiesa di San Michele

queste due chiese, insieme alle rovine della chiesa di Santa Caterina, si trovano nella regione di Biduvè (a 5 km da Pattada) e sono l'unica testimonianza dell'omonimo villaggio ormai scomparso.

### Architetture civili
- Su palatu 'e frades Bellos (1901), in piazza su sotziu
- Su palatu 'e Manuelle, in via Roma (sede del Municipio)
- Su palatu 'e mamai 'Itoria, in via Roma (sede della biblioteca e mediateca comunale)

Nel ventennio tra la fine dell'Ottocento e l'inizio del Novecento grazie alla presenza a Pattada dei tecnici che seguivano i lavori della vicina ferrovia Tirso-Chilivani, il paese si arricchì di pregevoli opere pubbliche costruite per lo più con granito locale:
- Funtana 'e Colveddu, in piazza Colveddu
- Funtana 'e sa Piedade, davanti alla chiesa di Santa Sabina
- Funtana 'e piatza, in piazza d'Italia (su Pebianu)
- il mercato pubblico (1892), oggi Museo del Coltello
- il deposito dell'acqua potabile in via Istria
- il deposito dell'acqua potabile di Bantine (1908)
- piazza su Pebianu, in particolare il muro di sostegno e le due scalinate (1891)
- il portale monumentale del cimitero

### Piazze, strade e luoghi pubblici
- Piazza su Pebianu (piazza d'Italia) - area pedonale
- Piazza santu Juanne (piazza Crispi)
- Piazza su Sotziu
- Piazza su Cucuru (piazza Vittorio Veneto)
- Piazza dei Poeti di Sardegna (rione s'Enighedda), impreziosita dalle sculture di Pinuccio Sciola
- Piazza dei Caduti di tutte le guerre
- Piazza Concordia
- Parco comunale "Salvatore Pala"

### Architetture monumentali nel territorio

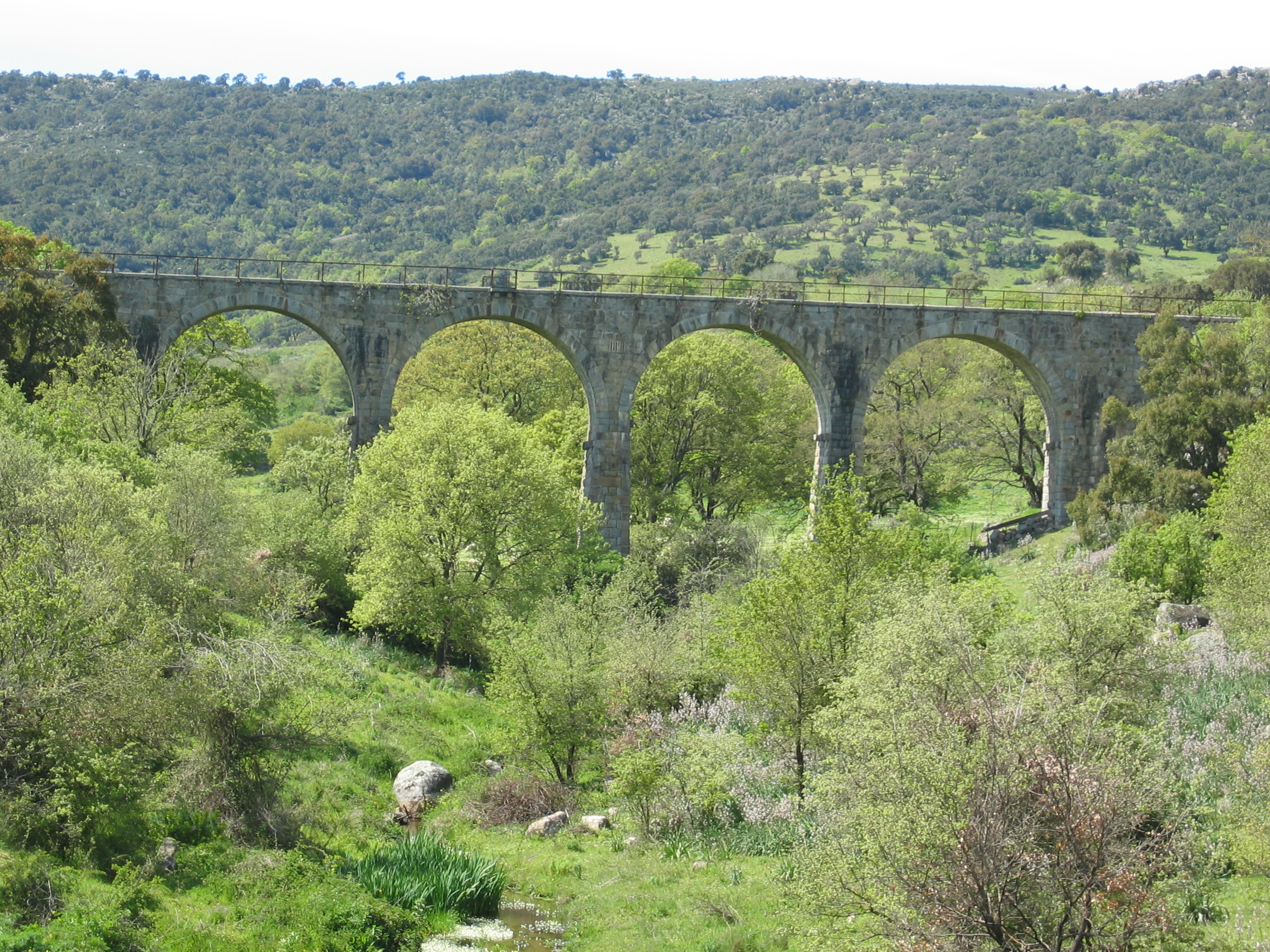
Su ponte 'e sa Corra Chervina

Fino al 1969 il territorio pattadese era attraversato dalla ferrovia Tirso-Chilivani della quale sono rimasti i ruderi delle stazioni e dei caselli.
Molto interessanti due ponti della linea ancora in piedi:
- Ponte Donna Teresa, altezza 10 m. con 3 arcate.
- Ponte Sa Corra Chervina, altezza 10 m. con 5 arcate.

### Edifici pubblici
- Municipio, via Roma
- Biblioteca, mediateca e internet point comunale, via Roma
- Centro sociale, piazza su Cuccuru
- Centro culturale "Rotolo", sala per conferenze ed esposizioni, piazza s'enighedda

### Siti archeologici

#### Protonuraghi e nuraghi
- su Anzu I
- su Anzu II
- Badde Sinara
- Bisellà
- sa Cadrea
- casa Campus
- su Casteddu 'e Olomene
- Crabiles
- sas Domos de sa Terra
- Donnigheddu
- Elvanosu
- sas Giobadas
- sa 'e Lambrone
- Lerron - con villaggio nuragico e, nelle vicinanze sotto le acque del lago Lerno, villaggio preistorico.
- Liolco
- Litu Pedrosu mannu - con villaggio
- Litu Pedrosu minore - con villaggio
- Malzanitu
- Mandrana
- Muzzone
- su Nelo
- Nennori
- sa Niera
- Norchetta
- Nuridolzu
- Olisè
- Ortusanu
- Otinera - con villaggio
- sant'Elia
- sa Patada - con villaggio
- sa Pedra 'e s'Abba
- sa Pira
- sa Punta 'e Bisellà
- sa Puzonina
- Serra 'e Sorighes
- Su Sauccu

Tombe preistoriche
- Norchetta - allée couverte nei pressi dell'omonimo nuraghe
- sant'Elia - tomba dei giganti nei pressi dell'omonimo nuraghe
- Otinnera - due tombe dei giganti nei pressi dell'omonimo nuraghe e villaggio

Fonti sacre nuragiche
- sa Niera - nei pressi dell'omonimo nuraghe.

altre testimonianze
- Lamparigos - muraglia megalitica
- sa Chidade - muraglia megalitica
- strada romana - a nord del paese nelle località sa Pedra Peltusa e Badu 'e Crasta ci son resti di una strada romana, circa 3 km, in buono stato di conservazione

## Società

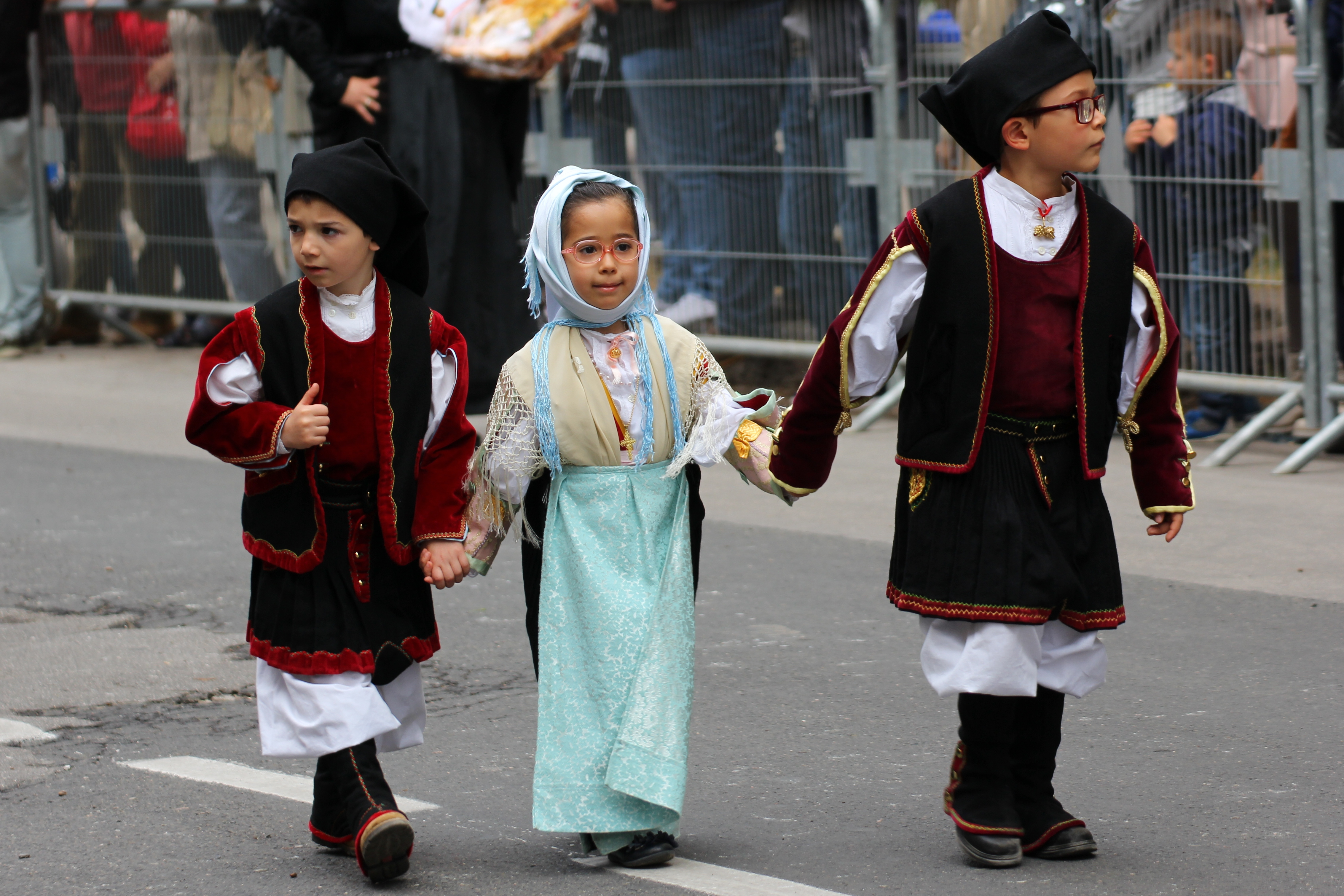
Costume tradizionale

### Evoluzione demografica
Abitanti censiti

### Lingue e dialetti
(Anonimo pattadese. Patada amiga)
La lingua parlata a Pattada è il sardo, la cui variante locale appartiene in questo caso alla famiglia del sardo logudorese. Nonostante facciano parte della stessa sottovarietà, le parlate dei diversi centri del Logudoro presentano comunque differenze le une dalle altre. Alcune tra le importanti pagine della poesia e letteratura sarda sono state scritte da abitanti di questo paese.

## Cultura

### Il canto a tenore

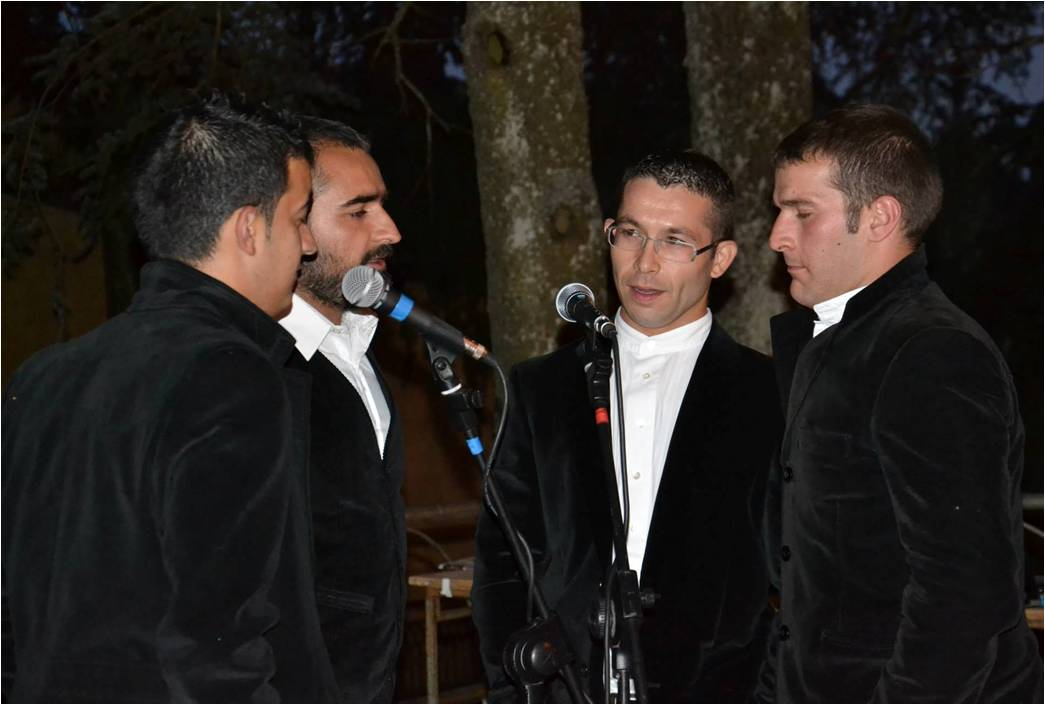
Il Tenore 'Sa Niera' durante un'esibizione

Da sempre fucina di cantori a tenore, Pattada si è distinta nella seconda metà del Novecento per aver prodotto alcune interessanti voci di questo tipo di canto antico e misterioso proclamato Patrimonio dell'Umanità dall'UNESCO nel 2005. Numerose formazioni in passato si sono dedicate alla pratica di questo tipo di canto richiamandosi nel nome a personaggi o santi venerati in paese, da Padre Luca a Santu Salvadore. Una delle esperienze più longeve è stata quella del Tenore "Sa Niera" (dal nome di un sito di epoca nuragica presente nel territorio).

### Feste, sagre ed eventi
- Sos fogos de Santu Juanne (23 giugno); la notte che precede il 24 giugno (giorno di S. Giovanni Battista), i ragazzi del paese sono soliti organizzare in varie parti del centro abitato dei falò. Da soli o in coppia è usanza saltarli festosamente in segno di buon auspicio.
- Festa di san Giovanni Battista (24 giugno); subito dopo la messa celebrata all'interno della piccola chiesa dedicata al santo, il comitato formatosi in occasione della giornata offre alla popolazione pattadese un rinfresco a base dei dolci tipici del paese.
- Su mortu mortu (2 novembre); nel giorno dei Santi i bambini e i ragazzi di Pattada vanno di casa in casa chiedendo "su mortu mortu", gli adulti allora regalano loro dolcetti e frutta di stagione facendo diventare le buste sempre più pesanti e i piccoli sempre più contenti.

### Festa della Beata Vergine del Carmelo

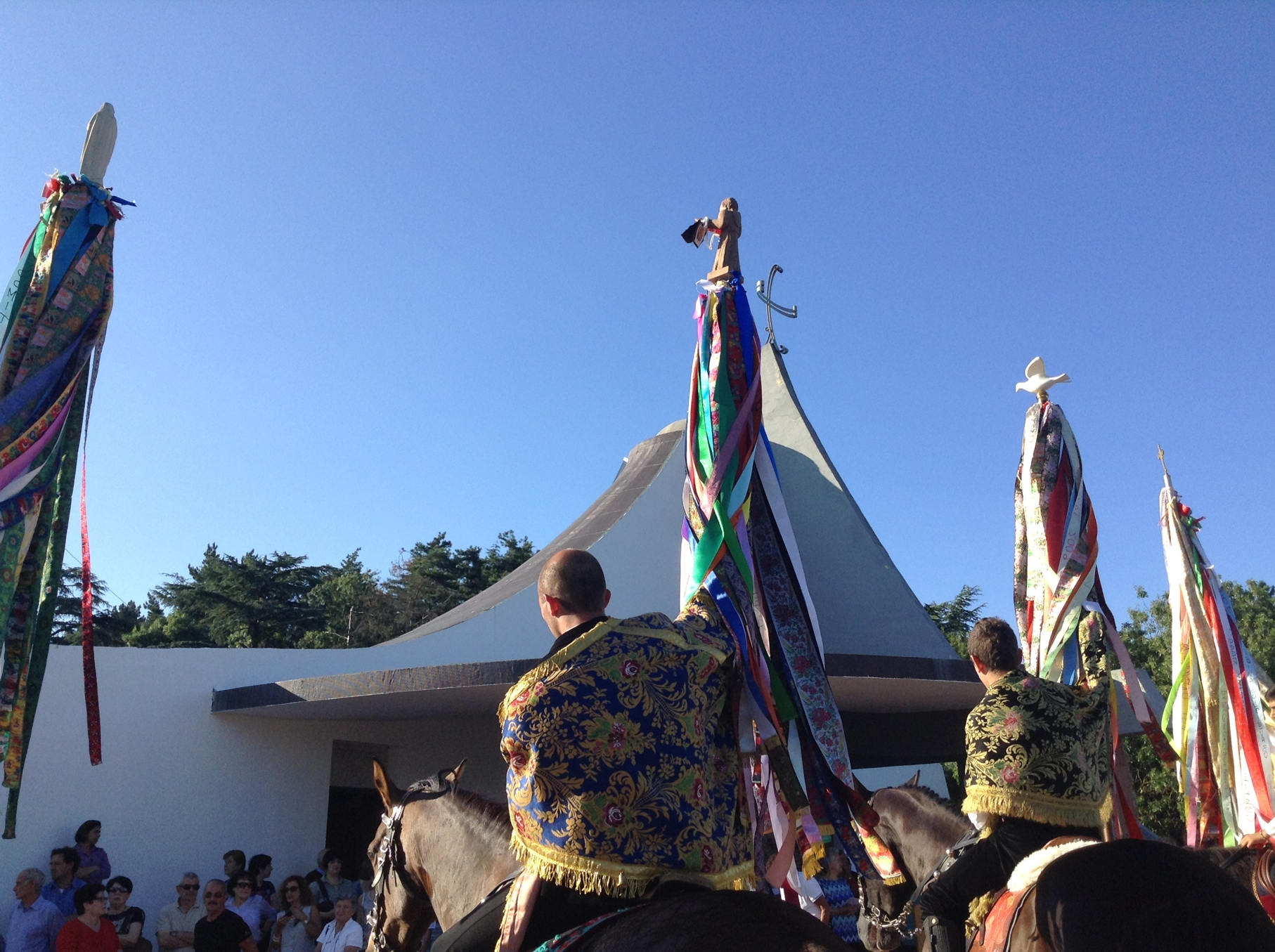
Banderas sul sagrato della chiesa della Beata Vergine del Carmelo al termine della processione il 14 aprile 2014

La venerazione per la Madonna del Carmelo è fortemente radicata nei pattadesi. Ogni anno un cittadino si impegna nel ruolo di priore della festa in segno di ringraziamento alla Vergine per qualche grazia ricevuta e si occupa di organizzare i festeggiamenti. Il pomeriggio del 14 aprile, giorno della festa, sarà lui a cavallo che, portando "sa bandera" dalla Madonna del Carmelo, aprirà il corteo degli altri cavalieri con le altre bandiere votive a cui segue la processione; la sera segue il banchetto nel viale sottostante la pineta con piatti a base di carne di pecora, patate, e buon vino offerto a tutti. Il primo sabato di settembre di ogni anno si ha il passaggio della bandiera della Beata Vergine del Carmelo tra il priore della festa precedente e quello che si è assunto l'onore di organizzare la successiva (il 14 aprile dell'anno seguente).

### Mostra del coltello di Pattada
(Oriana Fallaci, Insciallah)

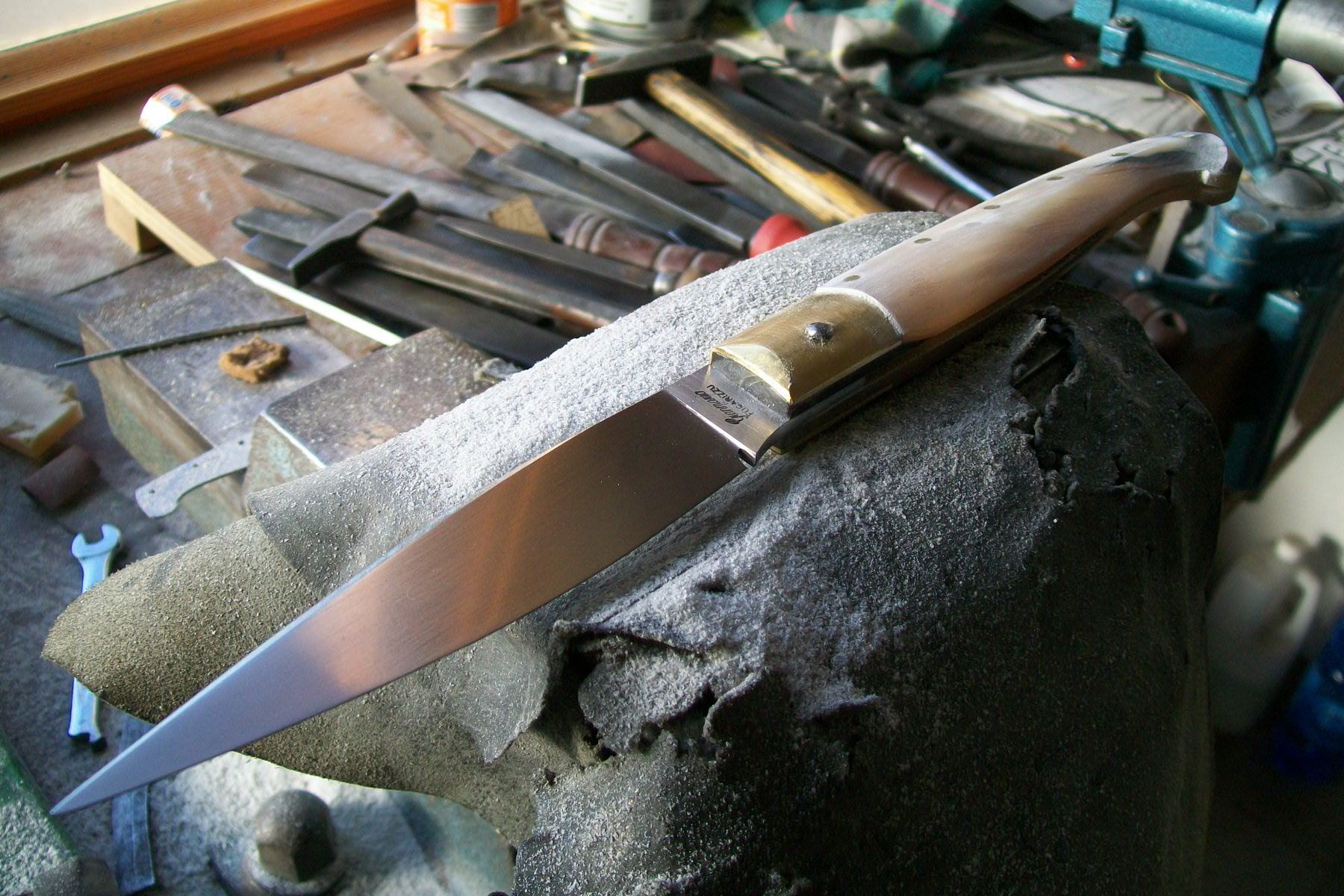
Sa resolza, coltello tipico di Pattada

Le prime due edizioni della mostra del coltello (sa resolza) di Pattada risalgono al 1984 e al 1985. Successivamente l'esposizione è stata riproposta nel 1999 come "Biennale del coltello" assumendo la caratteristica di mostra internazionale, giungendo così nel 2013 alla sua X edizione. La mostra, che si svolge in estate ogni due anni, attira migliaia di turisti e appassionati da tutte le parti del mondo. Dalla III edizione, le collezioni degli artigiani pattadesi, contemporanei e del passato, sono sempre state affiancate da collezioni di ospiti internazionali come quelle giapponesi dell'Isola di Tosa, quella molisana di Frosolone o quelle libanesi di Jezzin. Le famose resolzas si sono fregiate col tempo del titolo di prendas attalzàdas (gioielli taglienti) per la loro raffinatezza e pregevolezza.

### Time in Jazz
Time in Jazz è un festival internazionale di jazz organizzato da Paolo Fresu che si svolge a Berchidda e nei paesi limitrofi ogni agosto dal 1988.
Il Time in Jazz è stato ospitato a Pattada dal 2006 al 2016. Il primo anno nel progetto "sas chejas foranas" all'esterno della chiesa di san Michele si esibiscono Bebo Ferra e Paolino Dalla Porta.
Negli anni successivi il concerto pattadese si è tenuto sempre in piazza san Giovanni con le esibizioni di Dhafer Youssef e Nguyen Le (2007), Gavino Murgia, Gavino Ledda e Francesco Sotgiu (2008), Paolo Fresu e Gianluca Petrella (2009), GiroDiBanda (2010), Gaia Cuatro (2011), la Funky Jazz Orchestra con Paolo Fresu (2012), il Salvatore Maiore Quartetto (Salvatore Maiore, Peo Alfonsi, Robert Taufic e Maria Vicentini, 2013), nel 2014 il Fabrizio Bosso Spiritual trio (Fabrizio Bosso, Alberto Marsico e Alessandro Minetto)  nel 2015 Dino Rubino in "Roaming Heart" e, nel 2016, il "piano solo" di Justin Kauflin.

### Festa patronale di santa Sabina
La festa di santa Sabina si celebra il 29 agosto, ricorrenza della riapertura della chiesa parrocchiale (29 agosto 1941) dopo che nel 1929 crollò la volta. La mattina è dedicata alle celebrazioni religiose: alla messa solenne segue la processione con la statua della santa anticipata dalla sfilata dei cavalli i cui cavalieri portano "sas banderas", ex-voto tradizionali pattadesi. Il pomeriggio è il momento dalla sfilata alla quale partecipano tanti pattadesi con indosso l'abito tradizionale, i gruppi folk di altri centri della Sardegna e cavalli di Pattada. La giornata si conclude in piazza su Pebianu con l'esibizione dei gruppi folk e dei tenores.
I giorni a cavallo del 29 agosto sono dedicati ai festeggiamenti civili arricchiti negli ultimi anni dalla presenza di esponenti della musica e dello spettacolo come Max Gazzè, Elettra Lamborghini, Gemelli DiVersi, Sophie and the Giants, Edoardo Bennato, Angelo Branduardi, Piero Marras, i Nomadi e i Tazenda, e della comicità come Pino & gli anticorpi e BAZ.

### Poesia e "premiu Patada de literadura sarda"
Pattada ha dato i natali ai padri della poesia sarda come Padre Luca Cubeddu e Pedru Pisurzi. Nel paese, tra il 1999 e il 2011, si è svolto un concorso di poesia sarda inedita. Il "Patada" è stato seguito, oltre che dai poeti partecipanti, anche da tanti appassionati di cultura sarda visto che la cerimonia di premiazione veniva solitamente preceduta da relazioni sulla lingua e poesia sarda tenute da esperti del settore. L'organizzazione del concorso era seguita dalla pro loco "Lerron" che ha curato anche la pubblicazione di Poesia in Pattada il libro antologico che, nelle sue quattro edizioni, ha raccolto le poesie finaliste delle edizioni del concorso letterario.

### Abbuconizos e Binu
Abbuconizos e Binu è una manifestazione nata nel 2016 da un'intuizione del Comune di Pattada in collaborazione con la locale Pro Loco e le associazioni del paese che, sulla falsariga delle Cortes Apertas barbaricine, vogliono promuovere le tradizioni culturali e culinarie del paese ideando un percorso enogastronomico per le vie del centro storico. La prima edizione ha visto una partecipazione di circa un migliaio di persone che, oltre a gustare i piatti tipici della tradizione locali serviti nelle cantine storiche del paese, hanno potuto visitare le botteghe degli artigiani e le varie attività produttive scoprendo gli aspetti più suggestivi dell'imprenditoria pattadese.

### Il palio degli asinelli

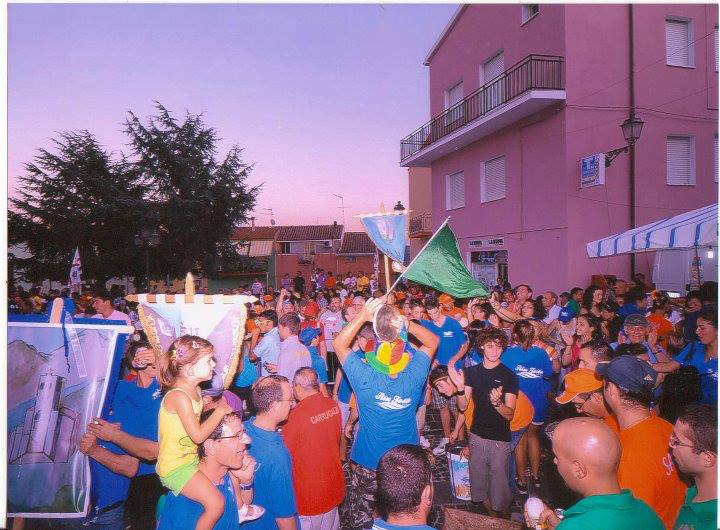
La gente di Riu Toltu festeggia la vittoria nel 2011

La manifestazione, che nel 2018 è giunta alla sua X^ edizione, coinvolge tutto il paese in una sentita sfida tra i dieci 'ighinados (vicinati) più importanti. La gara si tiene a fine agosto e i fantini si sfidano nelle vie del centro in due manches di qualificazione alla finale. I vicinati che partecipano al palio sono dieci e ogni fantino veste la giubba coi colori ufficiali del proprio vicinato: Sa 'Uca e Aidu (maglia verde scuro), Riu Toltu (maglia azzurra), Istria (maglia violetta), Su Eladolzu (maglia grigia), Pedra 'e Mola (maglia gialla), Fronte 'e Concas (maglia verde chiaro), Sa Raga (maglia arancione), Binza 'e Cheja (maglia celeste), Carrucalza (maglia rossa) e 'Antina (maglia nera). La giornata del palio si apre con l'estrazione dell'asinello da assegnare ad ogni vicinato e la benedizione del parroco ai cittadini, gli appartenenti a ogni vicinato si ritirano poi per un pranzo comune. Il palio vero e proprio ha inizio nel tardo pomeriggio, il percorso ha partenza in via Vittorio Emanuele e l'arrivo è posto nella centrale piazza Su Pepianu (piazza d'Italia) dove il paese si riversa per assistere alla fiera in un carosello di colori e stendardi.
Albo d'oro
| Anno                                                                             | 'ighinadu        | Fantino           | Asino         |
| 2022                                                                             | Fronte 'e Concas | Andrea Deiossos   | Malibù        |
| I Palii del 2020 e del 2021 non vennero corsi a causa della pandemia di COVID-19 |                  |                   |               |
| 2019                                                                             | Sa Raga          | Chiara Pintus     | Doppio Slalom |
| 2018                                                                             | Sa Raga          | Chiara Pintus     | Metronotte    |
| 2017                                                                             | Fronte 'e Concas | Antonio Cubeddu   | Cesare        |
| 2016                                                                             | Pedra 'e Mola    | Giuseppe Gattu    | Menomale      |
| 2015                                                                             | Istrìa           | Giuseppe Cuguttu  | Campione      |
| 2014                                                                             | Binza 'e Cheja   | Beatrice Cuguttu  | Cinghialetto  |
| 2013                                                                             | Binza 'e Cheja   | Beatrice Cuguttu  | Pomello       |
| 2012                                                                             | Su Eladolzu      | Antonio Arcadu    | Pomello       |
| 2011                                                                             | Riu Toltu        | Massimo Pizzadili | Marion Jones  |
| 2010                                                                             | Su Eladolzu      | Antonio Arcadu    | Cinghialetto  |
| 2009                                                                             | Fronte 'e Concas | Tore Deiosso      | Mariuccia     |

### Il palio del Monte Acuto
Il palio del Monte Acuto è una gara ippica riservata a cavalli anglo-arabo sardi nati e allevati in Sardegna che si svolge ogni anno, alla fine di luglio, al galoppatoio "Sololche". Alla corsa si affrontano i comuni del monte Acuto a cui vengono abbinati, tramite sorteggio, cavallo e fantino che si sfideranno nell'anello di circa 500 m della pista. Prima della manifestazione si svolgono altre corse riservate principalmente a fantini locali.
Albo d'oro
| Anno | Paese              | Fantino            | Cavallo        | Genealogia                |
| 2019 | Mores              | Sandro Gessa       | Rijahid        |                           |
| 2018 | Oschiri            | Sandro Gessa       | Profondo Rosso | Fisich/Beverly Hill       |
| 2017 | Tula               | Simone Fenu        | No mi tocchese | Guado d'Annibale/Altamura |
| 2016 | Nughedu San Nicolò | Simone Mereu       | No mi tocchese | Guado d'Annibale/Altamura |
| 2015 | Ardara             | Simone Mereu       | No mi tocchese | Guado d'Annibale/Altamura |
| 2014 | Mores              | Luca Mureddu       | No mi tocchese | Guado d'Annibale/Altamura |
| 2013 | Buddusò            | Luca Mureddu       | No mi tocchese | Guado d'Annibale/Altamura |
| 2012 | Tula               | Giuseppe Piccinnu  | Oscarin        | Wimix/Ardenza de Mores    |
| 2011 | Ardara             | Gian Mario Solinas | Ozzastru       | Prepotente/Almidda        |

### Un paese di cavalieri
Pattada è rinomata in tutta la Sardegna per i suoi abili cavalieri e amazzoni che sono spesso protagonisti delle cavalcate e delle sagre dell'isola col loro portamento e i loro cavalli bardati a festa. Oltre a sfilare in occasione delle feste locali, i cavalieri pattadesi vengono ogni anno invitati alle processioni di altri centri come Ozieri, in occasione della festa per la Beata Vergine del Rimedio, Oschiri, Alà dei Sardi per la festa di san Francesco e Bitti in occasione dei festeggiamenti in onore della Madonna del Miracolo. Nel 2014 hanno aperto il corteo a cavallo della Cavalcata sarda di Sassari, una delle più celebri manifestazioni della Sardegna. Nel 2018 hanno preso parte alla processione in onore di sant'Efisio a Cagliari. I cavalieri pattadesi sono tra i più abili nelle corse a pariglie, durante le quali si esibiscono in spettacolari evoluzioni acrobatiche in groppa ai cavalli lanciati in corse sfrenate.

### Cinema
- Alcune scene del film Sonetàula di Salvatore Mereu sono state girate nel 2007 nel territorio di Pattada.

## Geografia antropica

### Rioni pattadesi -Sos 'ighinados
- Almutedu
- Biddanoa (paese nuovo)
- Binza 'e Cheja (vigna della chiesa)
- Carrucalza (nome dovuto probabilmente al fatto che in passato fosse un luogo molto frequentato dai carri)
- Corona
- Cunventu (convento)
- Fronte 'e Concas (di fronte alla regione denominata "Concas")
- Funtan'altu (fontana in alto)
- 'Ia manna - l'ingresso principale del paese
- Istrìa (la civetta)
- Malchitu
- Marmuradas
- Mesu 'e Coltes (in mezzo alle corti)
- Pedra 'e Mola (pietra della macina)
- Ponte Loddero
- Riu Toltu (fiume storto)
- sa 'e don Caralu
- sa 'e Mazocu
- sa Funtana 'e Colveddu
- sa Garrera Longa (la via lunga)
- sant'Ainzu (san Gavino)
- santa Rughe (santa Croce)
- santu Juanne (San Giovanni)
- sa Pala 'e Corona
- sa Piedade (la pietà)
- sa Raga (la braga)
- sa 'Uca 'e aidu
- s'Ena
- s'ena 'itera
- s'Enighedda (la venuzza - rigagnolo)
- s'Ispideru Santu
- s'Oltu 'e Malta
- s'Oltu 'e s'iscrianu (l'orto dello scrivano)
- sos Alinos
- sos Pirastros 'e Itoro
- su Campusantu 'ezu (il vecchio cimitero)
- su Cucuru
- su 'Eladolzu
- su Filigalzu - la zona della Pineta
- su Fossu
- su Fossu 'e Caddura
- su Galminu (il Carmelo)
- su Gialdinu 'e Manca
- su 'Iddizolu
- su Pebianu (il pievano. La chiesa parrocchiale di Pattada era, anticamente, una pieve)
- su Poju - sas Presones
- su Rualzu (roveto)
- su Sotziu (l'incontro della società)

## Infrastrutture e trasporti

### Viabilità
- La SS 128 bis attraversa Pattada tra il Km 48 e il Km 50 prendendo il nome di via Duca d'Aosta, la 128 bis collega Pattada a Ozieri e al Goceano (Benetutti, Nule, Bultei, Bono, Anela).
- Un'altra strada che attraversa il paese è la SP 38 (corso Vittorio Emanuele, via Roma, corso Umberto). La SP 85 è una bretella che dal Km 45 della SS 128 bis (località "Ponte Molinu") bypassa il centro abitato ricongiungendosi con la stessa statale al Km 53,400 in località "La Stazione".
- Superato il Goceano, si giunge a Nuoro tramite la SS 129
- Superata Ozieri, si giunge a Sassari attraverso la SS 597 e la SS 131
- La SP 37 collega Pattada e Oschiri e, superata Oschiri, si giunge a Olbia tramite la SS 597
- Superato il Goceano, si giunge a Cagliari attraverso la SS 129 in direzione Ovest prendendo, all'altezza di Macomer, la SS 131 in direzione Sud

### Trasporto pubblico
L'ARST collega Pattada con vari centri del nord Sardegna: Ozieri, stazione di Ozieri Chilivani, Sassari, Bono, Porto Torres, Benetutti, Nule, Osidda. Si può giungere tramite corse dirette anche a Nuoro.

## Amministrazione
| Periodo         | Periodo         | Primo cittadino | Partito                            | Carica  | Note   |
| --------------- | --------------- | --------------- | ---------------------------------- | ------- | ------ |
| 9 giugno 1996   | 16 aprile 2000  | Antonio Deiosso | liste civiche di centro-sinistra   | Sindaco | [ 17 ] |
| 16 aprile 2000  | 8 maggio 2005   | Antonio Deiosso | lista civica                       | Sindaco | [ 18 ] |
| 8 maggio 2005   | 30 maggio 2010  | Fabio Pastorino | lista civica                       | Sindaco | [ 19 ] |
| 30 maggio 2010  | 31 maggio 2015  | Mario Deiosso   | lista civica "Pattada Democratica" | Sindaco | [ 20 ] |
| 31 maggio 2015  | 26 ottobre 2020 | Angelo Sini     | lista civica                       | Sindaco | [ 21 ] |
| 26 ottobre 2020 | in carica       | Angelo Sini     | lista civica "Pro sa Idda"         | Sindaco | [ 22 ] |

## Sport

### Calcio
La Polisportiva Pattada, nota più semplicemente come Pattada, è l'unica società sportiva di calcio ufficiale del paese che gioca in casa allo stadio Bruno Fois.
Nata nel 1974, i suoi colori sociali sono il bianco e il verde, il simbolo è l'aquila e in passato ha sfiorato la qualificazione al campionato di Promozione. Negli ultimi anni milita nel campionato di Seconda Categoria.

### Altri sport
A partire dagli anni sessanta-settanta la Polisportiva Pattada ha cercato di valorizzare altri sport oltre al calcio. Importante per il centro logudorese è la tradizione ciclistica. Nel 2012 si è poi costituita l'ASD Pallavolo Pattada, una squadra di volley che gioca le sue partite interne al palazzetto dello sport di Fronte 'e Concas. Anche il basket ha appassionato negli anni i giovani pattadesi senza però riuscire a diventare mai una realtà significativa.

### Eventi sportivi
- Dal 2004 il paese ospita a Monte Lerno il Rally d'Italia valido per il WRC.
- Negli anni 1963, 2010 e 2011 a Pattada è passato il Giro di Sardegna di ciclismo.
- Pattada nel corso degli anni è stata scelta come località per il ritiro estivo di diverse squadre del calcio professionistico. Nei primi anni 2000 si allenarono a Pattada l'Alghero e la Torres di Sassari che è tornata anche nel 2015. Negli ultimi anni è stata la base operativa estiva per l'Arzachena.

### Impianti sportivi
- campo sportivo "Bruno Fois", reg. sa Raga. Manto in erba con ampia tribuna coperta, oltre duemila posti a sedere, vi gioca il Pattada Calcio
- palazzetto dello sport, via Europa. Impianto moderno capace di ospitare tornei di calcio, calcetto, volley e basket
- campo sportivo "Malchitu", via Giovanni XXIII. Campo di terra utilizzato per eventi minori e affiancato, tra l'altro, da un campo da tennis e da un altro campetto usato prevalentemente per il calcetto.